# Teléfono satelital

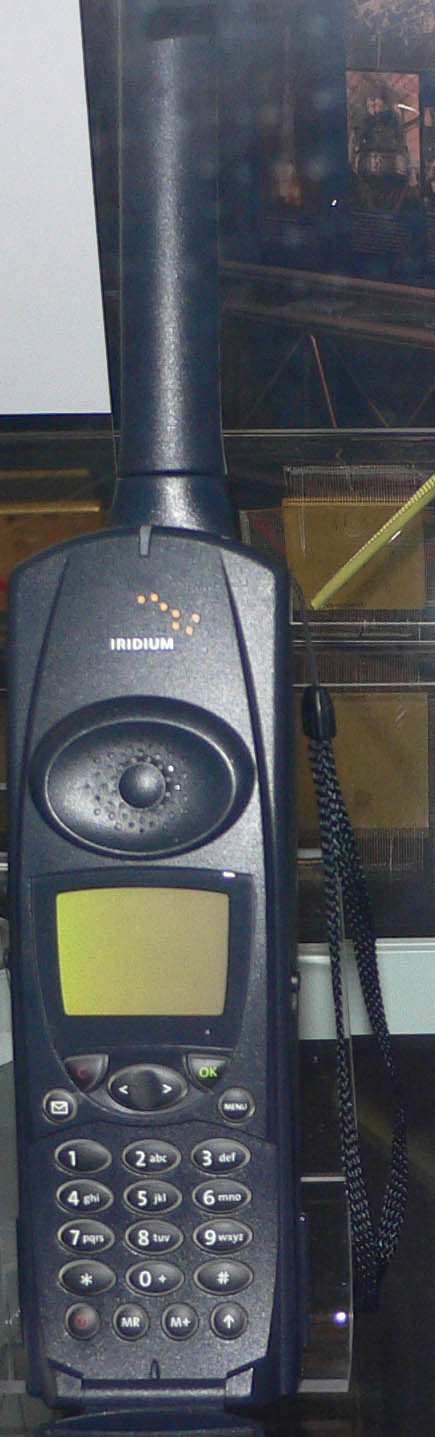
Iridium 9500 - Modelo descontinuado.

Un teléfono satelital es un tipo de teléfono móvil que se conecta directamente a un satélite de telecomunicaciones. En general, los teléfonos móviles  satelitales proporcionan una funcionalidad similar a la de un teléfono móvil terrestre con servicios de voz, SMS y conexión a internet de banda estrecha (2.4 - 9.6 kbps).
Dependiendo de la arquitectura de la red satelital pueden contar con coberturas globales como Inmarsat, Iridium y Globalstar o coberturas regionales como Thuraya y Terrestar.
Los teléfonos satelitales tienen un tamaño comparable al de los dispositivos móviles de los años 1990, equipados generalmente con una antena  plegable que debe extenderse hacia el cielo antes de iniciar la llamada. El primer teléfono satelital con un tamaño cercano a un teléfono celular móvil fue el Iridium 9500.
Los teléfonos satelitales están diseñados para comunicarse en zonas remotas, donde la infraestructura de telecomunicaciones es limitada o inexistente. Ejemplos de ello son montañas, zonas de recreación alejadas, vuelos interoceanicos, mar abierto, casas de descanso, etc. Asimismo, son de gran ayuda en situaciones de desastre, donde la infraestructura de comunicaciones convencionales ha sufrido daños. En casos como los terremotos de Chile 2010 fueron de particular utilidad y se recibieron donaciones de ayuda por parte de organismos como la OEA y empresas privadas.
Los teléfonos satelitales generalmente se entregan con una numeración que incluye un código de país especial. Por ejemplo, los teléfonos satelitales de Inmarsat cuentan con el código +870, mientras que los teléfonos satelitales Iridium cuentan con el código +8816. Algunos sistemas de telefonía satelital cuentan con códigos de país de acuerdo a la estación terrena que utilicen, como en el caso de Globalstar y Thuraya.
El teléfono satelital más reciente es el IsatPhone Pro de Inmarsat el cual comenzó su servicio global en junio de 2010. Incorpora un GPS, una batería de Ion-Litio de hasta 100 horas en espera, servicios Bluetooth y es el teléfono satelital  más robusto, contando con un grado de protección IP 54.
Los costos de los equipos varían de acuerdo con el fabricante y red, si bien los nuevos modelos oscilan entre 1000 y 1500 USD FOB USA. El costo por minuto de comunicación de voz oscila entre 1.00 y 1.50 USD FOB USA.
Generalmente para poder proveer el servicio de telefonía satelital es necesario obtener una licencia o concesión por parte del ente regulador de telecomunicaciones como ocurre con los operadores de telefonía celular.
A principios de la década de 2020, varios teléfonos móviles convencionales comenzaron a integrar conectividad de mensajería satelital y servicios de emergencia satelital para su uso en regiones remotas, donde no existe una red terrestre confiable.

## Servicios unidireccionales
Algunas redes de telefonía satelital brindan un canal de buscapersonas unidireccional para alertar a los usuarios en áreas de poca cobertura (como en interiores) de la llamada entrante. Cuando la alerta se recibe en el teléfono satelital, debe llevarse a un área con mejor cobertura antes de que se pueda aceptar la llamada. Globalstar proporciona un servicio de enlace ascendente de datos unidireccional, generalmente utilizado para el seguimiento de activos. Iridium opera un servicio de buscapersonas unidireccional, así como la función de alerta de llamada.

## Costo

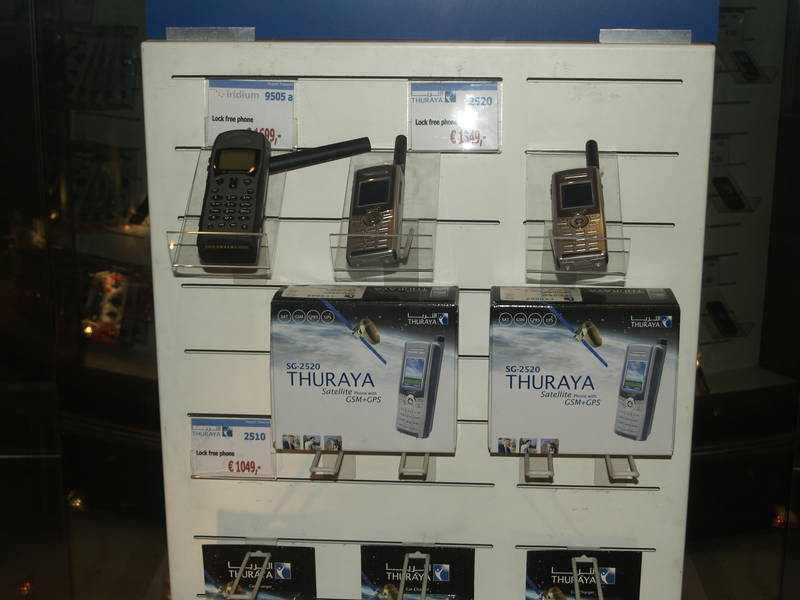
Teléfonos satelitales

Si bien es posible obtener teléfonos usados para las redes Thuraya, Iridium y Globalstar por aproximadamente US$200, los teléfonos más nuevos son bastante caros. El Iridium 9505A, lanzado en 2001, se vendió en marzo de 2010 por más de 1000 dólares estadounidenses. Los teléfonos satelitales están diseñados específicamente para una red en particular y no se pueden cambiar a otras redes. El precio de los teléfonos varía según el rendimiento de la red. Si un proveedor de telefonía satelital tiene problemas con su red, los precios de los teléfonos caerán y luego aumentarán una vez que se lancen nuevos satélites. Del mismo modo, los precios de los teléfonos aumentarán cuando se reduzcan las tarifas de llamadas.
Entre los teléfonos satelitales más caros se encuentran los terminales BGAN, que a menudo cuestan varios miles de dólares estadounidenses. Estos teléfonos proporcionan aproximadamente 0,5 Mbit/s de Internet y comunicaciones de voz. Los teléfonos satelitales a veces son subsidiados por el proveedor si uno firma un contrato pospago, pero los subsidios generalmente son de unos pocos cientos de dólares estadounidenses o menos.
Dado que la mayoría de los teléfonos satelitales se construyen bajo licencia o la fabricación de los teléfonos se contrata a los OEM, los operadores tienen una gran influencia sobre el precio de venta. Las redes satelitales operan bajo protocolos patentados, lo que dificulta que los fabricantes fabriquen teléfonos de forma independiente.
Una startup propone el uso de tecnología de telefonía móvil estándar en satélites para permitir mensajes de texto de bajo ancho de banda con satélites desde teléfonos móviles baratos.

### Coste de la llamada

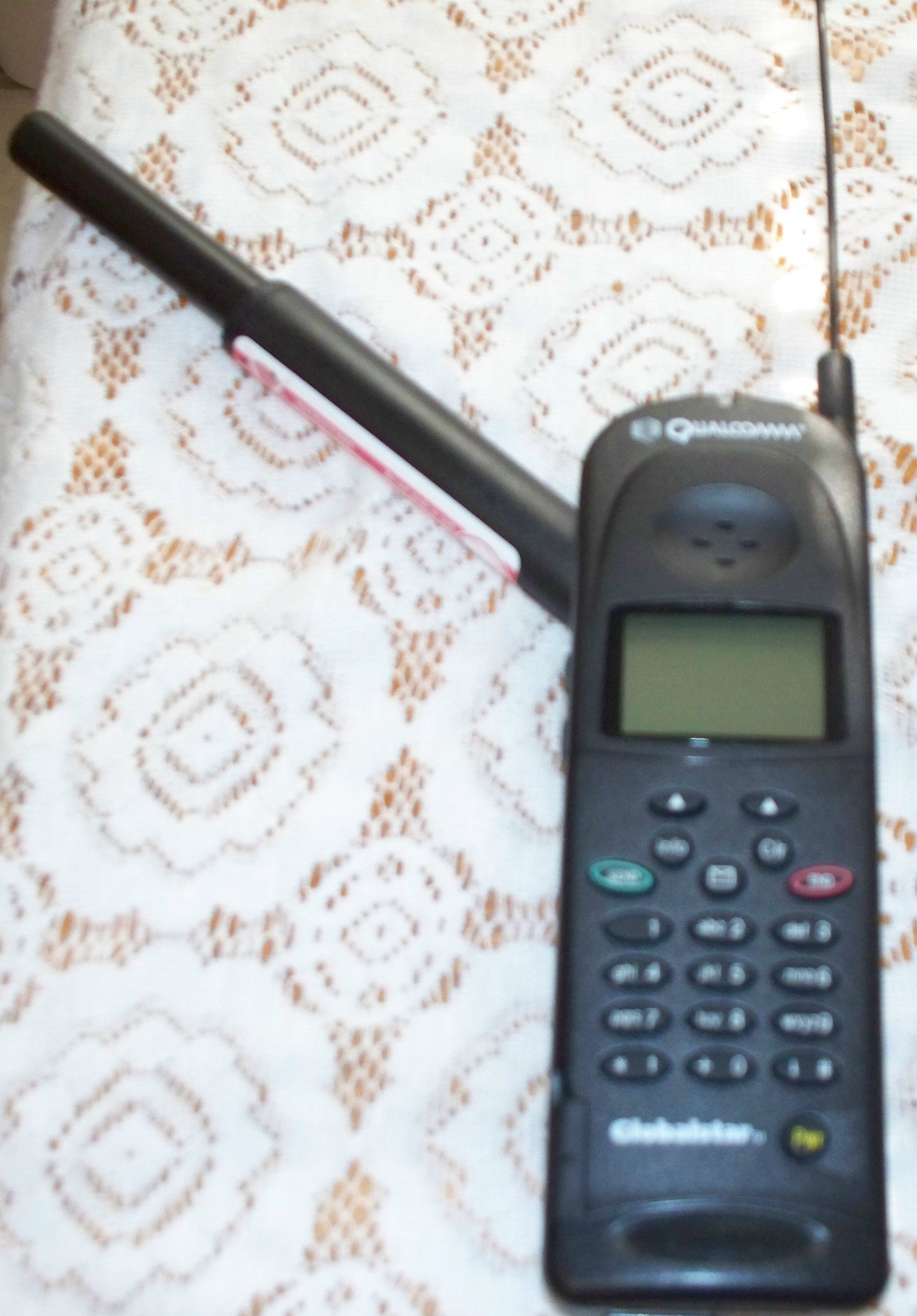
Un teléfono satelital de mano

El costo de hacer llamadas de voz desde un teléfono satelital varía alrededor de $0.15 a $2 por minuto, mientras que llamarlas desde teléfonos fijos y teléfonos móviles regulares es más costoso. Los costos de las transmisiones de datos (particularmente datos de banda ancha) pueden ser mucho más altos. Las tarifas desde teléfonos fijos y móviles oscilan entre $3 y $14 por minuto, siendo Iridium, Thuraya e Inmarsat algunas de las redes más caras para llamar. El receptor de la llamada no paga nada, a menos que se le llame a través de un servicio especial de cobro revertido.
Las llamadas entre diferentes redes de telefonía satelital suelen ser muy costosas, con tarifas de llamadas de hasta $15 por minuto.
Las llamadas desde teléfonos satelitales a líneas fijas suelen costar entre $ 0,80 y $ 1,50 por minuto, a menos que se utilicen ofertas especiales. Estas promociones generalmente están vinculadas a un área geográfica particular donde el tráfico es bajo.
La mayoría de las redes de telefonía satelital tienen planes prepagos, con vales que van desde $100 a $5,000.

## Códigos virtuales de países
Los teléfonos satelitales de Inmarsat se emiten con códigos +870. En el pasado, se asignaban códigos de país adicionales a diferentes satélites, pero los códigos +871 a +874 se eliminaron gradualmente a fines de 2008, lo que dejó a los usuarios de Inmarsat con el mismo código de país, independientemente del satélite en el que esté registrado su terminal. 
A los sistemas de órbita terrestre baja, incluidos algunos de los desaparecidos, se les han asignado rangos de números en el código de país virtual +881 del Sistema mundial de satélites móviles de la Unión Internacional de Telecomunicaciones . Los teléfonos satelitales Iridium se emiten con los códigos +881 6 y +881 7. Globalstar, aunque los +881 8 y +881 9 asignados usan números de teléfono de Estados Unidos, excepto para los revendedores de servicios ubicados en Brasil, que usan el rango +881.
A las pequeñas redes regionales de telefonía por satélite se les asignan números en el código +882 designado para "redes internacionales", que no se utiliza exclusivamente para redes de telefonía por satélite.

## Restricciones legales
En algunos países, la posesión de un teléfono satelital es ilegal. Sus señales generalmente pasan por alto los sistemas de telecomunicaciones locales, lo que dificulta la censura y los intentos de escuchas telefónicas, lo que ha llevado a algunas agencias de inteligencia a creer que los teléfonos satelitales ayudan a la actividad terrorista. También es común que existan restricciones en países con regímenes gubernamentales opresivos como una forma de exponer a los agentes subversivos dentro de su país y maximizar el control de la información que pasa más allá de sus fronteras. 
- China: Inmarsat se convirtió en la primera empresa a la que se le permitió vender teléfonos satelitales en 2016. China Telecom comenzó a vender teléfonos satelitales en 2018  y otras seis empresas de telefonía satelital expresaron su interés en ingresar al mercado chino poco después.[9]
- Cuba
- India: solo los servicios satelitales basados en Inmarsat están permitidos dentro de los territorios y áreas bajo jurisdicción india. La importación y operación de todos los demás servicios satelitales, incluidos Thuraya e Iridium, es ilegal. El transporte marítimo internacional está obligado a cumplir con la Orden n.° 02 de 2012 de la Dirección General de Transporte Marítimo (DGS) de la India, que prohíbe la importación y el funcionamiento no autorizados de Thuraya, Iridium y otros teléfonos satelitales similares en aguas indias. La legislación a este efecto es la Sección 6 de la Ley de Inalámbricos de la India y la Sección 20 de la Ley de Telégrafos de la India.[10] Las licencias de Larga Distancia Internacional (ILD) y los Certificados de No Objeción (NOC) emitidos por el Departamento de Telecomunicaciones de la India (DOT) son obligatorios para los servicios de comunicación por satélite en territorio indio.[11]
- Birmania
- Corea del Norte: la Oficina de Seguridad Diplomática de Estados Unidos advierte a los visitantes que "no tienen derecho a la privacidad en Corea del Norte y deben asumir que sus comunicaciones están monitoreadas",[12] lo que excluye la posibilidad de tecnología de telefonía satelital.[13]
- Rusia: en 2012, se desarrollaron nuevas regulaciones que rigen el uso de teléfonos satelitales dentro de Rusia o sus territorios con el objetivo declarado de combatir el terrorismo al permitir que el gobierno ruso intercepte llamadas. Estas regulaciones permiten a los visitantes no rusos registrar sus tarjetas SIM para usarlas dentro del territorio ruso por hasta seis meses.[14]

## Preocupaciones de seguridad
Todas las redes modernas de telefonía satelital encriptan el tráfico de voz para evitar escuchas. En 2012, un equipo de investigadores académicos de seguridad realizó ingeniería inversa de los dos principales algoritmos de cifrado propietarios en uso. Un algoritmo (usado en teléfonos GMR-1) es una variante del algoritmo A5/2 usado en GSM (usado en teléfonos móviles comunes), y ambos son vulnerables a ataques de texto cifrado únicamente. El estándar GMR-2 introdujo un nuevo algoritmo de cifrado que el mismo equipo de investigación también criptoanalizó con éxito. Por lo tanto, los teléfonos satelitales necesitan encriptación adicional si se usan para aplicaciones de alta seguridad.

## Uso en respuesta a desastres

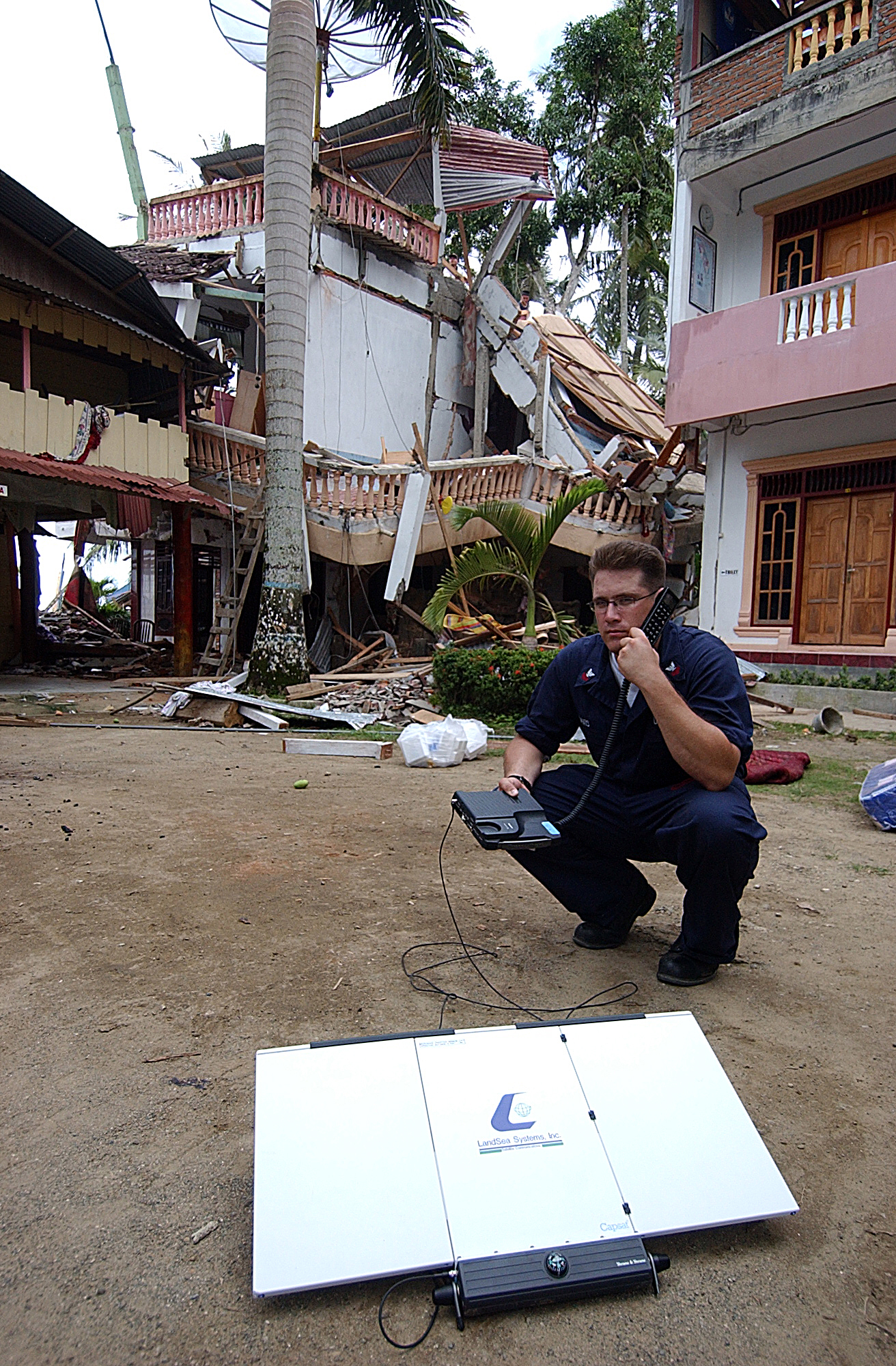
Teléfono satelital (Inmarsat) en uso en Nias, Indonesia en abril de 2005 después del terremoto de Nias-Simeulue

La mayoría de las redes de telefonía móvil funcionan cerca de su capacidad durante los tiempos normales, y los grandes picos en el volumen de llamadas causados por emergencias generalizadas a menudo sobrecargan los sistemas cuando más se necesitan. Los ejemplos informados en los medios donde esto ha ocurrido incluyen el terremoto de İzmit de 1999 , los ataques del 11 de septiembre , el terremoto de Kiholo Bay de 2006, los apagones del noreste de 2003, el huracán Katrina, el colapso del puente de Minnesota de 2007, el terremoto de Chile de 2010 y el Terremoto de Haití de 2010. Reporteros y periodistas también han estado usando teléfonos satelitales para comunicarse e informar sobre eventos en zonas de guerra como Irak.
Las antenas y redes celulares terrestres pueden resultar dañadas por desastres naturales. La telefonía satelital puede evitar este problema y ser útil durante los desastres naturales. Las propias redes de telefonía satelital son propensas a la congestión, ya que los satélites y los haces puntuales cubren un área grande con relativamente pocos canales de voz.

## Integración en teléfonos móviles convencionales
A principios de la década de 2020, los fabricantes comenzaron a integrar conectividad satelital en dispositivos de teléfonos inteligentes para usar en áreas remotas, fuera del alcance de la red celular. Los servicios de satélite a teléfono utilizan frecuencias de banda L, que son compatibles con la mayoría de los teléfonos móviles modernos.  Sin embargo, debido a las limitaciones de antena en los teléfonos convencionales, en las primeras etapas de implementación, la conectividad satelital se limitaría a los servicios de mensajería satelital y de emergencia satelital. 
El Apple iPhone 14 puede enviar mensajes de texto de emergencia a través de los satélites Globalstar. Qualcomm anunció una asociación que permitirá que los teléfonos Android compatibles, comenzando con el conjunto de chips Snapdragon 8 Gen 2, envíen y reciban mensajes de texto a través de los satélites Iridium. En 2022, T-Mobile formó una sociedad para usar los servicios de Starlink a través del espectro LTE/5G NR existente. Móvil Espacial AST tiene como objetivo construir una red espacial celular desde cero. Permitirá que los teléfonos inteligentes no modificados existentes se conecten a satélites en áreas con brechas de cobertura.